# Friedrich Jolly

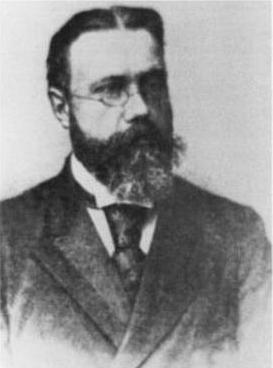
Friedrich Jolly.

Friedrich Jolly, född 24 november 1844 i Heidelberg, död 4 januari 1904 i Berlin, var en tysk läkare, son till Philipp von Jolly och bror till Julius Jolly.
Jolly blev professor i psykiatri vid universitetet i Strassburg 1873 och i Berlin 1890. 
Jolly skrev en mängd betydande psykiatriska arbeten och redigerade från 1890 Archiv für Psychiatrie und Nervenkrankheiten.